# Giovanni Crisostomo
Giovanni Crisostomo (Antiochia di Siria, 344/354 – Comana Pontica, 14 settembre 407) è stato un vescovo e teologo greco antico.
Fu patriarca di Costantinopoli. È commemorato come santo dalla Chiesa cattolica, dalla Chiesa ortodossa e dalle Chiese ortodosse orientali; è uno dei 37 Dottori della Chiesa Cattolica.
La sua eloquenza, le sue doti retoriche nell'omiletica gli valsero successivamente l'epiteto Crisostomo (in greco antico: χρυσόστομος?, chrysóstomos, composto di χρῡσός -οῦ, chrysós «oro» e στόμα -ατος, stóma «bocca»), letteralmente «bocca d'oro». Il suo zelo e il suo rigore furono causa di forti opposizioni alla sua persona. Dovette subire un doppio esilio e durante un trasferimento morì.
Come filosofo e teologo, Giovanni è poco originale ma riecheggia - e trasferisce efficacemente nell'omiletica - temi della tradizione patristica greca e soprattutto della scuola antiochena. La sua personalità è quella di un uomo innamorato della morale, vissuta come "amore in atto", desideroso di riformare la vita cristiana, secondo l'ideale delle primitive comunità cristiane concepite nello schema del cenobitismo.

## Biografia

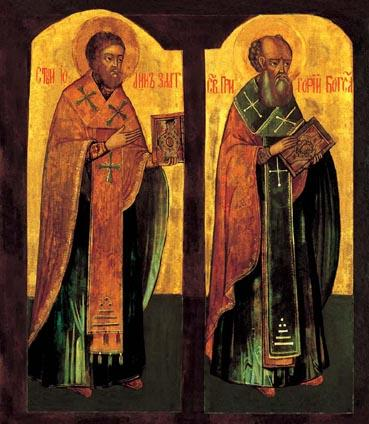
Giovanni Crisostomo e Gregorio Nazianzeno, icona russa del XVIII secolo.

Nacque ad Antiochia da una famiglia cristiana benestante. In quel tempo la città era la terza per importanza nella parte orientale dell'Impero dopo Costantinopoli (che però all'epoca aveva poche decine di migliaia di abitanti) e Alessandria. Durante tutto il IV secolo profondi contrasti si erano verificati in Oriente, ed anche ad Antiochia, tra pagani, manichei, ariani, apollinaristi, ebrei; gli stessi cristiani ortodossi erano divisi tra due vescovi rivali: Melezio e Paolino.
Anche in giovinezza, Giovanni visse in tale clima di contrasti. Suo padre, Secondo, era un alto ufficiale dell'esercito, e morì quando Giovanni era ancora in tenera età; la madre Antusa, di soli ventidue anni, affrontò, da sola, il difficile compito di allevare lui e la sorella maggiore. Sarebbe stato allievo del celebre oratore e maestro Libanio, che ebbe a dire di questo suo discepolo: «Sarebbe stato uno dei miei migliori allievi se la Chiesa non me lo avesse rubato» . Secondo quanto Giovanni racconta di sé nei suoi scritti, in giovane età fu molto irrequieto e, secondo la sua stessa definizione, «incatenato alle passioni del mondo». Egli fu gastronomo, amante dell'eloquenza giudiziaria e del teatro.
A 18 anni incontrò il vescovo Melezio e chiese di essere battezzato. Incominciò allora a seguire dei corsi di esegesi presso Diodoro di Tarso, la cui scuola era famosa per l'interpretazione letterale delle Sacre scritture, in contrapposizione con la scuola alessandrina, che invece privilegiava una lettura anche allegorica.
Terminati gli studi, Giovanni ricevette gli ordini minori e si ritirò in un eremitaggio nel quale si dedicò allo studio della teologia. Compose un trattato, De Sacerdotio, forse influenzato da Gregorio Nazianzeno. Egli riteneva che il monachesimo non fosse la sola via per raggiungere la perfezione; la vita sacerdotale al servizio dei credenti e in mezzo alle mille tentazioni del mondo era per lui il miglior modo di servire Dio.
Nell'inverno 380–381 venne ordinato diacono da Melezio ad Antiochia. Nel 386 fu ordinato sacerdote, diventando presto celebre per la sua predicazione.
Nel 392, a seguito dei Decreti teodosiani, organizzò una spedizione per demolire i templi e fece uccidere i pagani, definiti idolatri   macchiandosi di crimini orrendi.
Proseguì anche la sua attività letteraria che toccava vari temi, ad esempio come consolare una vedova, sulle seconde nozze di vedovi e vedove, sull'educazione.
Nel 397 Nettario, arcivescovo di Costantinopoli, morì. Dopo un'aspra battaglia per la successione, l'imperatore bizantino Arcadio scelse Giovanni, dietro suggerimento del potente eunuco Eutropio. Crisostomo fu consacrato Patriarca il 28 febbraio 398. Egli dirigerà con grande forza e rigore la Chiesa affidatagli, scagliandosi contro la corruzione e la licenziosità dei potenti (ad eccezione del suo protettore Eutropio, che non riuscì a salvare dalla morte nel 399), facendosi molti nemici a corte. Fece destituire molti presbiteri indegni: sotto queste misure cadde anche il vescovo di Efeso. Fece rientrare nei monasteri i monaci che erravano vagabondi.
Combatté con rigore le eresie. In una delle omelie dette delle statue (pronunciate ad Antiochia nel 387) così si esprimeva: "i giudei e i pagani devono comprendere che i cristiani sono i salvatori, i protettori, i capi e i maestri della città" (I, 12). Si impose con autorità sulle diocesi a lui sottomesse dell'Asia minore. Molto schivo, prendeva i pasti da solo e promosse un modo di vita molto frugale per il clero costantinopolitano.
All'inizio, nonostante le forti invidie e gli odi che rapidamente si attirò nella nobiltà e tra alcuni vescovi orientali, venne sostenuto dalla corte imperiale. Durante la traslazione della reliquia di san Foca l'Ortolano fu la stessa imperatrice Eudossia a trasportarla attraverso la città. Secondo un autore moderno, successivamente si è diffusa la leggenda di un suo conflitto con Eudossia, priva di fondamenti storici e che tuttavia appare verosimile alla luce del culto della personalità da parte dell'imperatrice (che volle essere innalzata al rango di "augusta", fece coniare monete con la sua immagine, celebrare feste in suo onore, ecc.) e la condanna dei vizi che aveva contraddistinto tutta la predicazione del santo.
Nell'anno 400 durante la rivolta contro il potere del goto Gainas a Costantinopoli, del quale aveva contestato la politica filo ariana, non intervenne ad impedire l'eccidio dei militari goti, voluto da Arcadio, che si erano rifugiati nelle chiese della capitale, che quindi furono trucidati con ferocia dalla folla. 
Nel 402 molti nemici di Giovanni si rivolsero al patriarca di Alessandria d'Egitto Teofilo di Alessandria, la cui Chiesa si trovava in contrasto con quella di Costantinopoli. Chiamato a Costantinopoli per giustificarsi delle varie accuse che gli venivano mosse, Teofilo si presentò al sinodo della Quercia con una schiera di vescovi alessandrini e mise in minoranza Giovanni, che venne deposto ed esiliato dall'imperatore. Ma avendo l'imperatrice abortito in concomitanza con l'esilio di Giovanni, ella lo fece richiamare.
Ciononostante, i suoi nemici non cessarono di tramare contro di lui e il 9 giugno del 404 venne definitivamente allontanato da Costantinopoli. Per tre anni rimase confinato a Cucuso, tra le montagne della Cappadocia, in cui svolse un'intensa attività. Nel 407 gli venne intimato un nuovo trasferimento a Pitiunte, sul Mar Nero.
Giovanni morì il 14 settembre del 407 a Comana, nel Ponto, durante il viaggio di trasferimento. Secondo la tradizione, le sue ultime parole furono: 

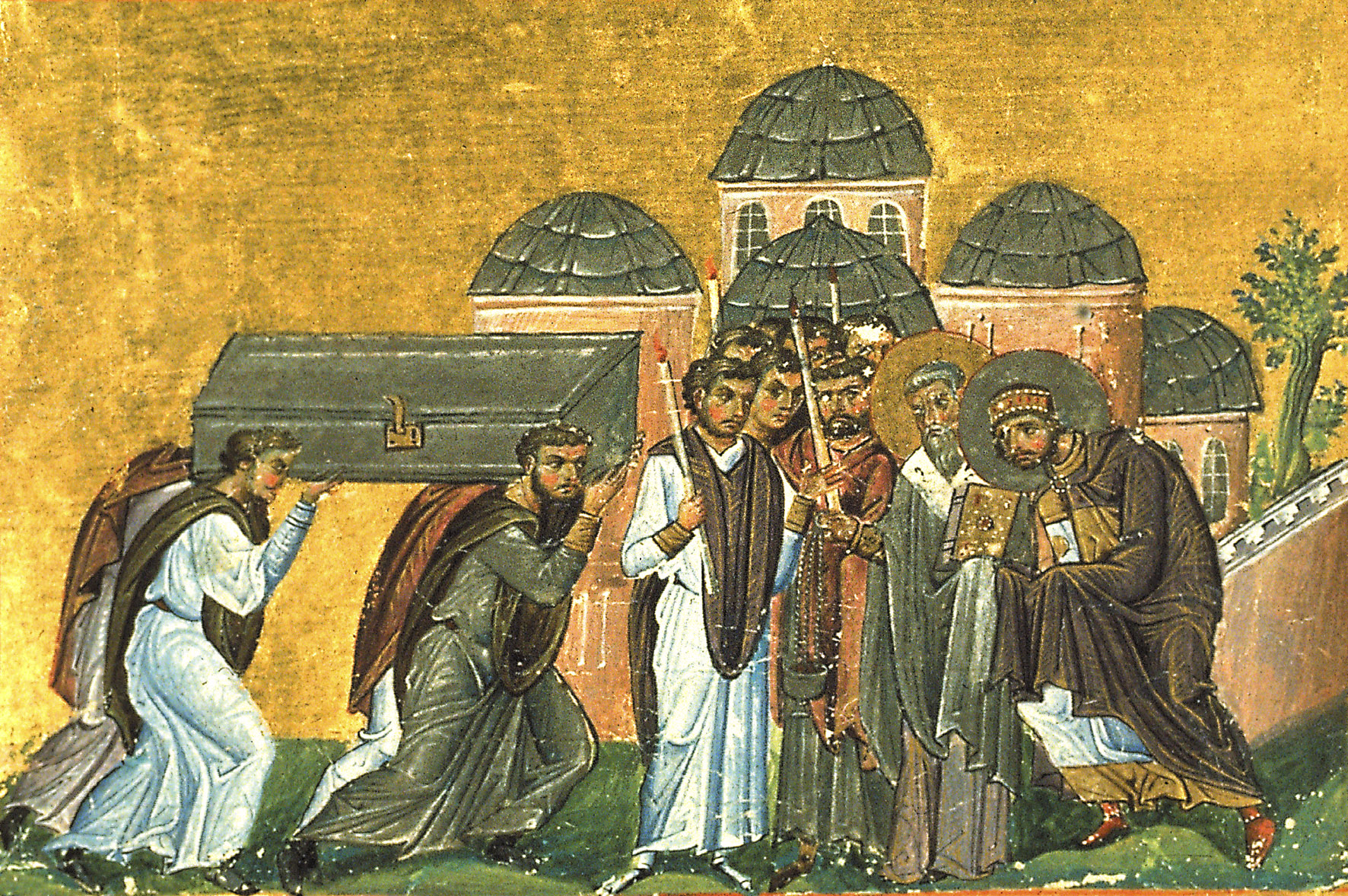
La traslazione delle reliquie di Giovanni Crisostomo nella chiesa dei Santi Apostoli. Miniatura dal Menologion di Basilio II.

Nel 438, sotto l'imperatore Teodosio II, dietro iniziativa dell'arcivescovo Proclo, le sue spoglie furono portate solennemente a Costantinopoli e sepolte nella chiesa dei Santi Apostoli.
Trasportate a Roma, le spoglie di Giovanni Crisostomo furono collocate nella basilica vaticana, in cui tuttora sono conservate. Secondo una tradizione, non confermata dalle fonti, le reliquie di san Giovanni sarebbero giunte a Roma all'epoca della quarta crociata, dopo il sacco di Costantinopoli del 1204.
Nel 1568 fu proclamato Dottore della Chiesa da papa Pio V, che lo inserì nel Breviarium Romanum insieme a san Basilio, Sant'Atanasio, san Gregorio Nazianzeno.
Nel novembre 2004 papa Giovanni Paolo II fece dono al patriarca di Costantinopoli Bartolomeo I di una parte delle reliquie di san Giovanni Crisostomo venerate in Vaticano.

## Genealogia episcopale e successione apostolica
La genealogia episcopale è:
- Patriarca Teofilo di Alessandria
- Arcivescovo Giovanni Crisostomo

La successione apostolica è:
- Vescovo Eraclide di Efeso (403)

## L'opera

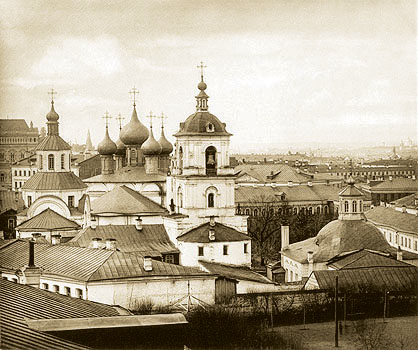
Il monastero dedicato a San Giovanni Crisostomo, Mosca (1882).

Giovanni si adoperò nell'intento di moralizzare il clero di Costantinopoli, criticando i suoi eccessi e il suo stile di vita. I suoi sforzi cozzarono contro una forte resistenza e quindi furono limitati e provvisori. Era un eccellente predicatore e come teologo ebbe notevole stima nella cristianità dell'oriente. Contrariamente al costume diffuso dell'epoca, di parlare per allegorie, adottò uno stile diretto utilizzando i passi biblici come lezioni e ammaestramento nella vita di tutti i giorni.
La sua messa al bando fu una dimostrazione sia della supremazia del potere secolare sia della rivalità tra Costantinopoli ed Alessandria nella lotta per la preminenza nella chiesa d'oriente dell'epoca. La rivalità suddetta creò grossi problemi religiosi e politici all'impero e fu una delle cause della successiva perdita dell'Egitto. Al contrario, in occidente la superiorità spirituale di Roma era già un fatto indiscusso nel V secolo ma - per i disordini e gli eventi bellici che avevano fatto dell'occidente una terra economicamente povera, spopolata e in grave crisi - il peso "politico" verso gli imperatori d'Oriente era in generale diminuito. Un esempio dello scarso peso della chiesa occidentale presso l'impero orientale di allora è dato dal fatto che le proteste di papa Innocenzo, che difendeva il Crisostomo, vennero tranquillamente ignorate.

### Gli scritti
La produzione scritta di Giovanni Crisostomo è copiosissima: comprende alcuni trattati e diverse centinaia di omelie dedicate in gran parte all'esegesi delle Scritture, in particolare alle quattordici lettere di Paolo di Tarso.
Fra questi trattati menzioniamo: "Contro coloro che si oppongono alla vita monastica" e il celebre "Sul sacerdozio".
Fra le omelie esegetiche superstiti, sessantasette sono dedicate alla Genesi, novanta al Vangelo di Matteo, ottantotto al Vangelo di Giovanni e cinquantacinque agli Atti degli Apostoli. Hanno invece forma di trattato il Commento a Isaia e le quarantanove omelie sui Salmi, che assieme a un cospicuo numero di frammenti da commentari perduti, costituiscono un commentario discontinuo.
Fra i discorsi non esegetici vi sono cinque omelie "Sull'incomprensibile natura di Dio", otto "Contro i Giudei", almeno ventuno "Omelie per le Statue", "Istruzioni per i Catecumeni".
È considerato il maggior oratore cristiano di lingua greca dei primi secoli, come ricorda il suo soprannome (crisostomo=bocca d'oro).

### LeOmelie contro i Giudei

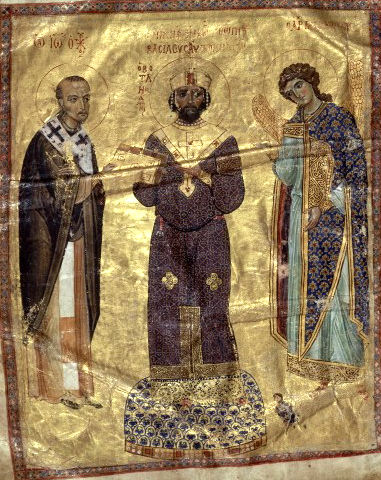
L'imperatore bizantino Niceforo III Botaniate con Giovanni Crisostomo e l'arcangelo Michele.

Nei primi due anni dopo la sua ordinazione sacerdotale Crisostomo pronunciò anche otto omelie sui giudei e i "giudaizzanti" dal titolo Contro i Giudei. Dato che la seconda omelia è circa un terzo delle altre gli studiosi hanno sospettato che l'unico manoscritto a noi pervenuto fosse incompleto. Infatti nel 1999 Wendy Pradels scoprì a Lesbo un manoscritto con il testo completo.
Queste omelie di Crisostomo sono considerate da J. Parkes «la più orribile e violenta denuncia del giudaismo negli scritti di un teologo cristiano». La loro notorietà è legata al fatto che furono prese, pretestuosamente, dai nazisti in Germania nel tentativo di legittimare l'Olocausto e utilizzate in generale dagli antisemiti per giustificare la persecuzione degli ebrei, così come furono strumentalizzate per diffondere l'opinione che gli ebrei fossero collettivamente responsabili della morte di Gesù, mettendo a rischio di pogrom le comunità ebraiche che vivevano nelle città cristiane.
Secondo Rodney Stark l'intento di Crisostomo è di separare nettamente cristianesimo e giudaismo mettendo i cristiani giudaizzanti di fronte alla necessità di una scelta radicale. Nelle otto omelie, quindi, Crisostomo cerca di dimostrare di quali nefandezze fossero colpevoli i giudei, secondo il tipico metodo della polemica anti-giudaica e anti-ereticale. Per esempio, Crisostomo sostiene che le sinagoghe sono «postriboli, caverne di ladri e tane di animali rapaci e sanguinari», i giudei sono infatti «animali che non servono per lavorare ma solo per il macello», anzi sono animali feroci: «mentre infatti le bestie danno la vita per salvare i loro piccoli, i giudei li massacrano con le proprie mani per onorare i demoni, nostri nemici, e ogni loro gesto traduce la loro bestialità». e i cristiani non devono avere «niente a che fare con quegli abominevoli giudei, gente rapace, bugiarda, ladra e omicida».